# Burstcoin
Burstcoin — криптовалюта та платіжна система на основі технології блокчейн. Burstcoin була представлена на форумі bitcointalk.org 10 серпня 2014 як заснована на Nxt. Burstcoin створюється за допомогою алгоритму, званого Proof of Capacity (POC), в якому майнери використовують вільне місце на пристрої комп'ютера, яке запам'ятовує, замість більш популярних і енерговитратних складних обчислювальних розрахунків.

## Історія

### Розробка
Криптовалюта Burstcoin була опублікована 10 серпня 2014 року на bitcointalk.org розробником під псевдонімом «Burstcoin», і була запущена без первинної публічної пропозиції (IPO) та без премайнінгу. Розвитком основного коду займається широкий спектр учасників за принципами відкритого вихідного коду.

### Інновації
Burstcoin — це перша криптовалюта, яка використовує алгоритм "Proof of Capacity". Вона також першою з криптовалют успішно реалізувала «тюрінг-повні» розумні контракти у вигляді автоматичних транзакцій (AT), що відбулося до Ethereum та Counterparty. Застосування розумних контрактів було продемонстровано у вигляді першої у світі децентралізованої лотереї. Вона стала першою в історії програмою, запущеною поверх блокчейна у надійному децентралізованому вигляді. Інші випадки використання автоматичних транзакцій включають децентралізований краудфандинг.
Інновацією Burstcoin і Qora є Atomic cross-chain транзакції (ACCT), які дозволяють проводити повністю децентралізовану торгівлю між двома криптовалютами без необхідності будь-яких третіх осіб (наприклад, онлайн-сервісів обміну. Cross-chain транзакції були успішно проведені між Burstcoin і Qora.

## Майнінг
Майнінг здійснюється на основі алгоритму Proof-of-capacity (POC), описаного в офіційній статті, авторами якої є Stefan Dziembowski, Sebastian Faust, Vladimir Kolmogorov and Krzysztof Pietrzak. Для того, щоб отримати Burstcoin, кожен майнер спочатку обчислює великий набір даних, який потім зберігається на пристрої комп'ютера. Такий набір даних називається плот (plot). Для нового блоку в блокчейні кожен майнер читатиме невелике підмножина (приблизно 0,024%) власних збережених плотів і поверне результат у вигляді інтервалу часу в секундах, який називається дедлайном. Майнер з мінімальним дедлайном створює блок та отримує комісії за транзакцію та нагороду за блок.
Обчислювальні ресурси для майнінгу обмежуються часом, який потрібний майнеру, щоб знайти мінімальний дедлайн. Після підтвердження дедлайн ресурси не використовуються до наступного блоку. Це робить Burstcoin однією з найенергоефективніших криптовалют. Загальний розмір плотів майнерів можна порівняти зі швидкістю майнінгу, яку використовують інші криптовалюти. Вхідний поріг для Burstcoin майнінг мінімальний, тому що зараз його можна почати навіть на Android-пристрої.